# Όrοs Chaintou - Koula kai guro Kοryfes
Όrοs Chaintou - Koula kai guro Kοryfes este o arie protejată (arie specială de conservare — SAC, sit de importanță comunitară — SCI) din Grecia întinsă pe o suprafață de 3.376,05 ha, integral pe uscat.

## Localizare
Centrul sitului Όrοs Chaintou - Koula kai guro Kοryfes este situat la coordonatele 41°19′49″N 24°48′30″E / 41.330199°N 24.808211°E.

## Înființare
Situl Όrοs Chaintou - Koula kai guro Kοryfes a fost declarat sit de importanță comunitară în august 1996 pentru a proteja 2 specii de animale. Situl a fost protejat și ca arie specială de conservare în martie 2011.

## Biodiversitate
Situată în ecoregiunea mediteraneană, aria protejată conține 11 habitate naturale: Râuri mediteraneene cu debit intermitent, cu specii de Paspalo-Agrostidion, Pajiști alpine și boreale, Pajiști alpine și subalpine calcaroase, Formațiuni ierboase bogate în specii de Nardus, dezvoltate pe substraturi silicioase în zone montane (și în zone submontane, în Europa continentală), Pajiști uscate din regiunea submediteraneeană estică (Scorzoneratalia villosae), Grohotișuri est-mediteraneene, Pante stâncoase silicioase cu vegetație casmofită, Păduri de fag Luzulo-Fagetum, Păduri de pini scoțieni din masivele Balcanilor și Rodopilor, Păduri panonice-balcanice de stejar turcesc - stejar sesil, Păduri de Quercus frainetto.
La baza desemnării sitului se află mai multe specii protejate de  mamifere (2): vidră de râu (Lutra lutra), urs brun (Ursus arctos).
Pe lângă speciile protejate, pe teritoriul sitului au mai fost identificate 2 specii de amfibieni, 15 specii de mamifere, 5 specii de nevertebrate, 5 specii de reptile.